# Ундер
Ундер (в Водном реестре также Унгаро) — река в России, протекает в Южском и Савинском районах Ивановской области. Устье реки находится в 45 км по левому берегу реки Теза. Длина реки составляет 17 км, площадь водосборного бассейна — 65,5 км².
Река начинается в лесах севернее деревни Медвежье в 7 километрах к югу от Палеха. Течёт на юго-запад, протекает деревни Ряполово и Мешаловка. Впадает в Тезу выше села Михалево. За пределами населённых пунктов большая часть долины Ундера занята смешанным лесом, низовья заболочены.

## Данные водного реестра
По данным государственного водного реестра России относится к Окскому бассейновому округу, водохозяйственный участок реки — Клязьма от города Ковров и до устья, без реки Уводь, речной подбассейн реки — бассейны притоков Оки от Мокши до впадения в Волгу. Речной бассейн реки — Ока.
По данным геоинформационной системы водохозяйственного районирования территории РФ, подготовленной Федеральным агентством водных ресурсов:
- Код водного объекта в государственном водном реестре — 09010301112110000033488
- Код по гидрологической изученности (ГИ) — 110003348
- Код бассейна — 09.01.03.011
- Номер тома по ГИ — 10
- Выпуск по ГИ — 0